# Arno-Reinfrank-Literaturpreis
Der Arno-Reinfrank-Literaturpreis wurde 2005 von Jeanette Koch, der Witwe des im Jahr 2001 verstorbenen Schriftstellers Arno Reinfrank, und der Stadt Speyer gestiftet. Die Auszeichnung für deutschsprachige Schriftsteller wird seit 2006 alle drei Jahre verliehen und ist mit 5000 Euro dotiert.

## Hintergrund
Mit dem Arno-Reinfrank-Literaturpreis wird an den Schriftsteller und seine vielfältigen Bezüge zu seiner Pfälzer Heimat und zu Speyer, wo die Pfälzische Landesbibliothek seinen Nachlass verwahrt, erinnert. Laut Ausschreibung sollen die für „ihre herausragenden Leistungen in Lyrik oder Prosa“ ausgezeichneten Schriftsteller ebenso wie Arno Reinfrank „den Idealen des Humanismus und der Aufklärung verpflichtet“ sein.

## Preisträger
- 2006 Jan Wagner[1]
- 2009 Monika Rinck[2]
- 2012 Daniela Dröscher[3]
- 2015 Svenja Leiber[4]
- 2018 Björn Kuhligk[5]
- 2021 Tijan Sila[6]
- 2024 Anja Kampmann

## Jugendpreis
Seit 2007 wird alle zwei Jahre der Arno-Reinfrank-Jugendpreis verliehen. Er wird ebenfalls von Jeanette Koch für die Sparten Lyrik und Kurzgeschichte sowie nach Altersgruppen ausgeschrieben.